# Zohar
Zohar (hebr: זֹהַר, 'sjaj') je najznačajnije i najopsežnije djelo Kabale. 
Zohar nije jedna knjiga nego skup knjiga različitih naslova. Sadržaj Zohara čine tumačenja Tore i ostalih tekstova Tanak-a u obliku egzegeze, homilija, priča i dijaloga. Pretežni dio knjige Zohar bavi se tumačenjem tekstova (tjednih odjeljaka: parašjot) Tore, te iznalaženjem njihova tajnovita smisla, a to je smisao sefirota te njihovih dinamičkih odnosa u parcufimima. To nije neobično jer je samo učenje Kabale temeljeno na tumačenju deset Božjh atributa, kako oni emaniraju kroz sve razine svjetova i kako se očituju na svim razinama duše. Velik dio teksta sastoji se u razgovorima između vođe grupe Šimon bar Johai (2. st.) i njegovih drugova (hevarim), a njihov sadržaj čine značajna pitanja Božje biti, sefiroti, podrijetlo i struktura kozmosa, priroda duše, čovjekov spas. 

## Nastanak i autorstvo
Autorstvo Zohara pripisuje se Moše de Leon (1240. – 1305.) iako se ono nekritički pripisivalo glavnoj osobi unutar samog djela – Rabi Šimon bar Johai (poznat pod akronimom „Rašbi“, živio u 2. st).

## Struktura djela
- Zohar ('Glavni dio'), komentari na tjedne odjeljke (parašjot) Tore
- Sifra di-Cniuta ('Knjiga o skrivenome'), težak za razumijevanje komentar o prvih pet poglavlja knjige Postanka
- Idra Rabba ('Velika skupština'), ekstatična izlaganja Šimon ben Johai i njegovih učenika na temu stvaranja
- Idra Zuta ('Mala skupština'), priča o smrti Šimon ben Johai i njegovim moćnim govorima
- Hekalot ('Palače'), opis dvorana u Hramu kojima kroče duše vjernika
- Raza de-Razin ('Tajna nad tajnama'), rasprave o povezanosti duše i tijela
- Saba ('Sjedina, starac'), spoznaje starog kabalista o duši i njenim seobama
- Jenuka ('Dijete'), spoznaje jednog nadarenog djeteta o Tori
- Rab Metivta ('Glava akademije'), vizionarski hod kroz raj s razmatranjima o sudbini duše
- Sitre Tora ('Tajne Tore'), tumačenja raznih odjeljaka Tore
- Matnitin, izlaganja o Tori u stilu Mišne
- Zohar na temu Pjesme nad pjesmama
- Kaw ha-Midda ('Mjera svih mjera'), izlaganja o molitvi Š'ma Jisrael, jednoj od glavnih molitvi u židovstvu.
- Sitre Otiot ('Tajne slova'), tumačenja slova Božjeg imena i tekstova iz povijesti stvaranja
- Midrasch ha-ne'elam, o Tori, mistički komentar na Toru
- Midrasch ha-ne'elam ('Skriveni Midraš') o Knjizi o Ruti
- Ra'ja Mehemna ('Vjerni pastir'), tumačenje zapovijesti i zabrana u Tori
- Tikkune haZohar ('Korekcije Zohara'), sastoji se od sedamdeset komentara na uvodnu riječ Tore B'rešit (בְּרֵאשִׁיתּּ)
- Idra deVe Maškana, Saba deMišpatim, Tosefta
- Zohar Hadaš ('Novi Zohar': זוהר חדש).

## Sadržaj
Zohar nastoji dohvatiti Božju bit u jeziku svete fantazije. Bog je skriven pa se o njemu može govoriti simboličkim jezikom, u metaforama i alegorijama, često puta u pričama odvedenim do apsurda. Uvijek je pritom temelj izlaganja u Tori. Ona se nastoji protumačiti putem egzegeze koristeći hermeneutički model zvan Pardes što znači uzdizanje od doslovnog do tajnovitog, mističkog smisla biblijskog teksta.

## Jezik
Pisan je pretežno na aramejskom jeziku, a djelomice i na hebrejskom.

## Utjecaj
Knjiga Zohar snažno je utjecala kako na razvoj Kabale tako i na razmišljanja u teologiji kršćanstva. Lurijanska Kabala uvelike se služi terminima iz Zohara, na primjer imenima sefirota; kršćanski teolozi u vrijeme renesanse koriste tekst Zohara da bi potkrijepili svoje teze, na primjer onu o "Svetom trojstvu": trojstvo parcufima Arih Anpin ("Veliko lice"), Atika jomin ("Pradavni"), Abba ("Otac") prenose se, nekritički, na trojstvo Oca, Sina i Duha u kršćanskoj dogmatici.

## Prva izdanja i prijevodi
Prvo tiskano izdanje Zohara je ono iz Mantove i Cremone (1558. – 1560.): Sefer ha_Zohar
Postoje mnogi prijevodi na europske jezike.

### Na engleskom:
- Matt, Daniel C., Nathan Wolski, & Joel Hecker, trans. The Zohar: Pritzker Edition (12 vols.) Stanford: Stanford University Press, 2004-2017.
- Matt, Daniel C. Zohar: Annotated and Explained. Woodstock, Vt.: SkyLights Paths Publishing Co., 2002. (Selections)
- Matt, Daniel C. Zohar: The Book of Enlightenment. New York: Paulist Press, 1983. (Selections)
- Scholem, Gershom, ed. Zohar: The Book of Splendor. New York: Schocken Books, 1963. (Selections)
- Sperling, Harry and Maurice Simon, eds. The Zohar (5 vols.). London: Soncino Press.
- Tishby, Isaiah, ed. The Wisdom of the Zohar: An Anthology of Texts (3 vols.). Translated from the Hebrew by David Goldstein. Oxford: Oxford University Press, 1989.

### Na njemačkom:
- Der Sohar – Das heilige Buch der Kabbala. Nach dem Urtext hrsg. von Ernst Müller. Glanz, Wien 1932 Diederichs, München 2011, ISBN 978-3-7205-2643-2.

### Na francuskom jeziku:
- Sepher ha-Zohar (Le livre de la splendeur), trad. Jean de Pauly (1906-1911, posthume), Maisonneuve et Larose, 6 vol., 1973. « Traduction ancienne très contestée » (Ch. Mopsik).
- Le Zohar traduction de l'araméen par Charles Mopsik, Lagrasse, Verdier, 1981-2001, 7 vol.
- Izvadci: Le Zohar. Le livre de la splendeur, par Gershom Scholem, Seuil, coll. « Points Sagesses », 2011, 152 p.
- Zohar Hoq-Léisraêl, extraits selon le découpage établi par Haïm Joseph David Azoulay traduit par Michaël Sebban, édition bilingue, Paris, Beit Hazohar.

## Vanjske poveznice
- Documents in Zohar  Arhivirana inačica izvorne stranice od 16. travnja 2019. (Wayback Machine)
- Le site de la Kabbale & du Zohar
- La Cabale  Arhivirana inačica izvorne stranice od 26. veljače 2019. (Wayback Machine)